# Кідзіро Намбу
Кідзіро Намбу (яп. 南部 麒次郎; 22 вересня 1869 — 1 травня 1949) — японський офіцер, генерал-лейтенант Імперської армії, відомий як конструктор численних моделей стрілецької зброї.

## Біографія
Намбу був сином бідного самурая з ліквідованого в 1871 році князівства Сага на острові Кюсю в південній частині Японії. Його мати померла під час пологів, і батько, не мавши коштів, щоб прогодувати сина, продав його місцевому купцеві. Завдяки важкій праці та цілеспрямованості у 20 років він вступив до Імператорської академії японської армії, яку закінчив у 23 роки. Його великі успіхи в навчанні відзначили тим, що відмінника випустили не в чині підпоручника, як більшість випускників, а в чині поручика (таких було небагато).
У 1897 році капітана Намбу призначили в Токійський Арсенал, де доручили працювати під керівництвом відомого конструктора зброї Наріакіра Арісака за проєктом гвинтівки Тип 30, за якою пішов револьвер Тип 26. Потім Намбу, відзначений званням майора, дістав наказ розробити напівавтоматичний пістолет для військовиків. Ця конструкція під розроблений Намбу патрон калібром 8-мм була ранньою версією відомого Намбу Тип 14 і була завершена 1902 року. У 1907 році Намбу також виготовив більш компактну та легку версію під патрон калібру 7 міліметрів. Зразок високо оцінив тодішній міністр армії Терауті Масатаке, але японська армія не взяла версію на озброєння через високу вартість виробництва. Проте повнорозмірний варіант цього пістолета зрештою використали Спеціальні військово-морські війська Імператорського флоту Японії, а компактну версію продали приватним клієнтам.
Пістолет Тип 14 був покращеною версією зразка 1902 року, аналогічною за габаритами та виконанням. Він був випущений для унтерофіцерів, в той час як старші офіцери мали купувати зброю за свій рахунок. Тип 14 став найпоширенішим пістолетом у японській армії. Більшість пістолетів виготовив Токійський Арсенал, невелика кількість була виготовлена Tokyo Gas Industry. Виробництво Тип 14 тривало до кінця Другої світової війни у 1945 році. Загальний обсяг виробництва оцінюється приблизно в 200 000 пістолетів всіх типов.
У період роботи Намбу на Армійському збройовому заводі (пізніше перейменованого в Кокурський арсенал) в 1914 році він розробив станковий кулемет Тип 3, а в 1922 році — ручний кулемет Тип 11. В 1922 році Намбу був підвищений до генерал-лейтенанта і призначений відповідальним за Токійський артилерійський арсенал. В 1923 році він реорганізував систему армійських арсеналів і був призначений командувачем Армійського арсеналу вибухівки та Армійського інституту наукових досліджень. У 1924 він пішов з військової служби.
У 1927 році Намбу заснував компанію Nambu Arms Manufacturing Company в Токіо, отримавши фінансову підтримку від дзайбацу Окура. Намбу мав багато контрактів як від японської армії, так і від військово-морського флоту на пістолети, ручні та станкові кулемети, а також для тестування й оцінки багатьох зарубіжних зразків. За час роботи компанії створено станковий кулемет Тип 92, пістолет Намбу Тип 94, пістолет-кулемет Тип 100 та кулемети Тип 96 і Тип 99.
Наприкінці Другої світової війни Намбу оголосив, що його компанія припинить виробництво зброї, проте її підприємства конфіскувала американська окупаційна влада й там далі виробляли обладнання (під назвою Shin-Chuō Industries) для поліції, а потім для сил національної безпеки — попередника Cил самооборони. Після смерті Намбу його компанію поглинув японський виробник високоточного обладнання Minebea Co.

## Нагороди
Отримав численні нагороди, серед яких:
- Орден Священного скарбу
  - 2-го класу (1914) — за розробку кулемета Тип 3.
  - 1-го класу
- Орден Вранішнього Сонця 2-го класу
- Орден Золотого шуліки 5-го класу
- Пам'ятна медаль вступу на престол імператора Тайсьо
- Військова медаль 1914—1920
- Медаль Перемоги
- Пам'ятна медаль вступу на престол імператора Сьова
- Пам'ятна медаль «2600 років Японії» (15 серпня 1940)[1]